# رضا محمدي لنغرودي
رضا محمدي لنغرودي ( (بالفارسية: رضا محمدی لنگرودی) ؛ 3 أغسطس 1928 - 7 مارس 2020) كان رجل دين شيعيًا إيرانيًا إثني عشري في رتبة آية الله . عمل كممثل للزعيم الأعلى الإيراني علي خامنئي في بلدة لنغرود . 
تتلمذ رضا محمدي لنغرودي على يد كبار العلماء الشيعة الإيرانيين من أمثال حسين البروجردي وروح الله الخميني ومحمد تقي بهجت الفومني .  
خلال الثورة الإسلامية عام 1979 ، لعب دورًا مؤثرًا في المسيرات. لبعض الوقت ، كان إمام الجمعة المؤقت في لنغرود وأملش .
توفي لنغرودي عن عمر يناهز 91 عامًا نتيجة لمرض فيروس كورونا 2019 (كوفيد-19) في 7 مارس 2020. 